# Abstracta cinema
Abstracta Cinema è stata una mostra internazionale dedicata al cinema astratto.

## Storia

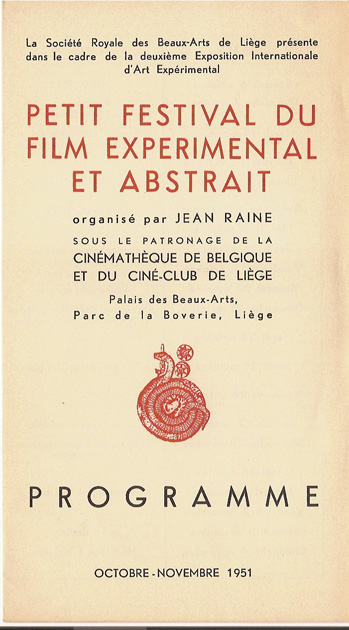
Locandina del Petit Festival du Film Experimentat et Abstrait organizzato da Jean Raine nel 1951

La prima edizione della mostra, diretta da Massimo Pistone ideatore della manifestazione e direttore del Centro studi audiovisivo e reti della Link Campus University of Malta, si è tenuta a Roma nel settembre 2006, con la proiezione di oltre 200 film da tutto il mondo. L'ultima edizione si è svolta nel 2013.
Si trattava della riedizione di un'iniziativa risalente al 1951 svoltasi a Liegi e organizzata da Jean Raine, alla quale parteciparono i grandi autori dadaisti e surrealisti.

### Cinema astratto
A partire dagli anni venti, autori provenienti dalle arti visive iniziarono a manipolare il linguaggio cinematografico per strapparlo alla pura narrazione: il cinema astratto non racconta e non mostra altro che se stesso ed è per questo che in quegli anni viene definito dal critico e teorico Rudolf Kuntz “assoluto”, sciolto da qualsiasi cosa.

## Edizioni

### Abstracta 2006
Vincitore: Basmati di Saul Saguatti (Italia)
Le menzioni speciali della giuria internazionale composta sono andate a:
Paris, une réalité inachevée di Didier Feldmann, Francia
Contamination di Carl Stevenson, Gran Bretagna
Abstracto di Taller di Cine El Mate, Argentina, scuola di cinema
Trascrizioni di Pietro D'agostino, Italia
Intersezioni di Adriana Amodei, Italia
Skull and Blackberries di Eric Ostrowski, Stati Uniti

### Abstracta 2007
Proiezione in anteprima assoluta del film di Elio Piccon Tre tempi di Cinema astratto 1951 Musica composta e diretta da Roman Vlad.
Vincitore: Mercurius di Bret Battey, Gran Bretagna
Le menzioni speciali della giuria internazionale composta sono andate a:
1. Energie! di Thorsten Fleisch, Germania
2. Symphonie caténaire di Didier Feldmann, Francia
3. Exploration di Johanna Vaude, Francia
4. White Noise di Dennis H. Miller, Stati Uniti
5. Le Possede di Leonardo Carrano, Italia

### Abstracta 2008
A Roma del 23 al 27 settembre 2008.
Vincitore: Scattered...Wide di Henry Gwiazda (USA)
Le menzioni speciali della giuria internazionale sono andate a:
1. Corpus tracks di Saul Saguatti e Audrey Coianiz (Italia-Francia)
2. V1:Tourbillons di Christian Lebrat (Francia)
3. I am Elizabeth di Jerry Sangiuliano (USA)
4. Another picture di Gregg Biermann (USA)
5. Lacus temporis di Bret Battey (UK)

Per la terza edizione di Abstracta, mostra internazionale del cinema astratto in programma a Roma dal 23 al 27 settembre, sono arrivate 350 opere da tutto il mondo. L'evento è promosso dalla Link Campus University of Malta e organizzato con l'Associazione Zac. La manifestazione ha ottenuto l'Alto Patronato della Presidenza della Repubblica e il patrocinio del Ministero degli Affari Esteri italiano. I 101 autori, per la maggior parte stranieri, presentano ad Abstracta opere filmiche che fanno parte del genere astratto, incontaminate dal contatto con la realtà, espressioni prive di significato che inducono nello spettatore una personale interpretazione. Da questo gioco dell'irrappresentabile è nata nel 2006 Abstracta su iniziativa di Massimo Pistone, responsabile del Centro studi audiovisivo e reti della Link Campus.
La giuria: La giuria della terza edizione ha carattere internazionale e vede alla presidenza Americo Sbardella, di Filmstudio di Roma, Vanna Fadini, presidente della società di gestione di Link Campus University, Gerardo Lo Russo, direttore dell'Accademia di Belle Arti di Roma (a via di Ripetta), Pip Chodorov, che a Parigi dirige ed anima “re-voir”, Simonetta Lux, docente ordinario di storia dell'arte contemporanea alla Sapienza di Roma e Javier Aguirre, a cui si deve l'ideazione del genere denominato Anticine.  Abstracta sarà a New York al Living Theatre il 12 e 13 ottobre e al Cairo il 26 e 27 ottobre 2008.
Link Campus University of Malta, promotore di Abstracta: Link Campus University, sede italiana dell'università di Malta, da sempre attenta alla sperimentazione e alla ricerca di nuovi linguaggi (l'ateneo ha corsi di laurea e master in comunicazione), con Abstracta vuole esaminare ambiti poco percorsi del mondo del cinema. I cortometraggi della scorsa edizione si possono vedere su Second Life, sede virtuale che oltre a favorire un'interazione tra studenti e docenti è anche uno spazio dove trovare materiale didattico.
Abstracta ha dedicato nel 2008 una serata speciale ai cortometraggi astratti degli allievi del Corso di Regia dell'Accademia di Belle Arti di Roma, nel cui ambito sono stati anche presentati, come evento speciale, due cortometraggi (Mario Bross Changing Karma e Acqua Santa) della regista, sceneggiatrice e giornalista Fernanda Moneta, docente del corso.

### Abstracta 2009
A Roma, Isola Tiberina, 25, 26, 27 agosto 2009
Palmarès abstracta 2009
Vincitori, ex aequo:
1. Before the election (2009) Shun Yu Mo, Cina
2. Ironwood (2009) Richard Tuohy, Australia

Le menzioni speciali della giuria internazionale sono andate a:
1. Free women (2008/2009), Viviane Vagh, Francia
2. In girum (2008), Nike Cope, GB
3. Lost in the desert (2008), Shoa Abu Hussien, Egitto
4. M (2009), Félix Dufour-Laperrière, Canada
5. Lipton files (2006), Justin Wiggan and iratehairwaves, GB
6. Intermezzo (2006), Rafael Balboa Rivera, Messico
7. Vagina cosmica (2009), Otolab (Luca Pertegato e Fabio Volpi), Italia

### Abstracta 2010
A Roma, Isola Tiberina, 25, 26, 27 e 28 agosto 2010 e Università di Vienna il 25 maggio 2010.
Palmarès abstracta 2010:
Vincitore Abstract? di Alexey Dmitriev - Russia
Menzioni speciali della Giuria - "Rauschen & Brausen" di Daniel Burkhardt - Germania
- "La conspiration du cerveau" di Didier Feldmann - Francia
- "In focus memories" di Danilo Torre - Italia

### Abstracta 2011
A Roma, Casa del Cinema a Villa Borghese il 14, 15 e 16 settembre - Direttore artistico Valentina Domenici
Palmarès abstracta 2011
Vincitore Coming out di Viviane Vagh
Menzioni speciali della Giuria
- Marcin Wojciechowski, "Interferences"  - Max Hattler, "Aanaatt" - Neil Ira Needleman, "Slow fall"

### Abstracta 2012
Quest'edizione si è svolta dal 24 al 26 settembre a Campo Boario a Roma.
Il vincitore è stato Stuart Pound con A woman from the past, much loved
Menzione speciale a Gregg Biermann per Crop Duster Octet
Direttore artistico: Valentina Domenici

### Abstracta 2013
Quest'edizione, l'ultima, si è svolta dal 10 all'11 ottobre alla Casa del Cinema a Roma
Palmarès abstracta 2013
La vincitrice è stata Katie Goodwin con Bang, bang.
Menzione speciale a Stuart Pound per Black and white.